# پلیس (فیلم ۲۰۲۰)
پلیس (فرانسوی: Police‎) که در کشورهای انگلیسی‌زبان با نامِ شیفت شب (انگلیسی: Night Shift) اکران شد، یک فیلم درام جنایی فرانسوی به کارگردانی آن فونتن است که در سال ۲۰۲۰ منتشر شد.
این فیلم نخستین بار در ۲۳ فوریهٔ ۲۰۲۰ در هفتادمین جشنواره بین‌المللی فیلم برلین به نمایش درآمد.

## چکیده داستان
ویرژینی، آریستید و اریک سه افسر پلیس از منطقه بیستم پاریس هستند. در زندگی حرفه‌ای آنها با واقعیت‌های دشوار، خشونت خانگی، مادران نوزادان روبرو می‌شوند و زندگی شخصی آنها نیز پیچیده‌است. ویرژینی که متأهل و مادر یک کودک کوچک است از همکارش آریستید باردار است و تصمیم به سقط جنین گرفته‌است. اریک در آستانه طلاق با اعتیادش به الکل و سیگار کشیدن مبارزه می‌کند و همسرش به او مدام توهین می‌کند و بر او خرده می‌گیرد که به او فرزندی نداده‌است. آریستید نگرانی‌ها و اضطراب‌هایش را زیر ظاهر دروغین شادی پنهان می‌کند اما هر شب در آستانه در خانه لخت می‌شود و تا شصت می‌شمارد. یک روز به اریک می‌گوید: «این کار را می‌کنم که مجبور نشم این تن لش را ببرم توی خونه».
یک شب به ویرژینی، آریستید و اریک مأموریت غیرمعمولی داده می‌شود و آن بردن یک پناهجوی تاجیک که یک کلمه هم فرانسه یا انگلیسی بلد نیست به فرودگاه است که درخواست پناهندگیش رد شده‌است. در پناهگاهی که قرار است او را از آنجا سوار ماشین کنند زنی به ویرژینی زنگ می‌زند و به او می‌گوید که این پناهجو اگر دوباره به تاجیکستان فرستاده شود جانش به خطر می‌افتد و درخواستی که بررسی آن در دادگاه حقوق بشر اروپا در جریان است می‌تواند دستور اخراج او را لغو کند اما ویرژینی می‌گوید که از این موضوع خبر ندارد و در هر حال این موضوع به او ربطی ندارد.
در ماشین، ویرژینی در برابر وسوسه باز کردن پرونده پناهجو که در آن به ویژه به شکنجه‌های مکرر او اشاره شده، مقاومت نمی‌کند و خود را متقاعد می‌کند که این پناهنده در صورت اخراج در خطر مرگ قرار دارد. او دستبندهای تاجیک را باز می‌کند و سعی می‌کند او را فریب دهد تا از یکی از توقف‌های بسیاری که در چراغ قرمز برای فرار است، بهره ببرد. دو همکارش به سرعت از این حقه او آگاه می‌شوند. آریستید که پشت فرمان است، با تند رفتن منظم و رد کردن چراغ قرمزها برای خنثی کردن ترفند ویرژینی، می‌کوشد قبل از آنکه پناهجو فرصت فرار و بازگشتن به اردوگاه پناهندگان را داشته باشد، از این اقدام جلوگیری کند.
اریک در برابراین اقدام خود مدت زیادی مقاومت می‌کند تا آنکه سرانجام می‌پذیرد است که جنگل خلوتی در نزدیکی بزرگراه توقف کنند، و به زندانی خود فرصت بهتری دهند تا بگریزد. اما او می‌ترسد که پلیس برابش تله ای گذاشته باشد. پس از جایش تکان نمی‌خورد. آنها حتی او را به زور از خودرو بیرون می‌کشند، اما زندانی شان از ترس اینکه در صورت فرار اعدام شود، وحشت زده می‌شود. آنها سرانجام با رفتن به فرودگاه شارل دوگل به مأموریت خود ادامه می‌دهند. در آنجا پناهجو را به افسران پلیس مسئول اخراج تحویل می‌دهند، اما تاجیک با خشونت مقاومت و مبارزه می‌کند، و باید به زور به درون هواپیما برده شود.
این مقاومت سه پلیس را به شدت ناراحت می‌کند و ویرژینی تصمیم می‌گیرد و بلافاصله در پی آن با آریستید به درون هواپیما برود و به خلبان بگوید که زندانی پرواز را به خطر می‌اندازد. آنها در مورد پیاده کردن او مذاکره می‌کنند که خلبان در نهایت آن را می‌پذیرد. زندانی پیاده می‌شود و به این ترتیب تعلیق حکم اندکی به او داده می‌شود.
گروه در فضایی پُرتنش به اداره پلیس برمی گردد. ویرژینی و آریستید در انجام کار درست احساس همدستی می‌کنند، اما اریک مجبور شده‌است به پلیس مرزی دروغ بگوید تا بر اقدام همکارانش سرپوش بگذارد، اما متأسف است از اینکه بدین ترتیب لکه ای بر سابقه شغلی اش که تا آنروز پاک بوده، بیافتد. اریک به خانه برنمی گردد و تنهایی می‌رود تا اقیانوس رو ببیند. ویرژینی برای سقط جنین به قرار ملاقات می‌رود، اما در نهایت تصمیم می‌گیرد بچه را نگه دارد و دست در دست آریستید که منتظرش بوده، کلینیک را ترک می‌کند.

## بازیگران
- عمر سی
- ویرژینی افیرا
- گرگوری گادبوا
- پیمان معادی
- کیان خجندی
- اورور بروتن
- سیسیل ربوآ
- آن-پاسکال کلرامبور
- تادرینا اوکین
- الیزا لاسوفسکی